# Meteorologiåret 1877

## Händelser

### April
- 10 april – Två stora stormar i USA förändrar topografin i South Carolina, North Carolina och Virginia [1].

### November
- November - Potomacfloden i USA svämmar över och orsakar skador för US$ 200 000 samt skadar kanalen [2].

### Okänt datum
- De norska vetenskapsmännen Gustav Adolf Guldberg och Henrik Mohn börjar som första européer publicera den geostrofiska vindekvationen i ett grundläggande arbete om atmosfärens dynamik, skriven på franska [3].
- Österrikess statliga väderlekstjänst börjar med dagliga vädertelegram [4].

## Födda
- 27 juli – Axel Wallén, svensk hydrograf och meteorolog.

## Avlidna
- 26 augusti – Hermann Karsten, tysk meteorolog.

### Fotnoter
1. ↑  ”Arkiverade kopian”. Arkiverad från originalet den 16 juli 2010. https://web.archive.org/web/20100716104244/http://www.climate.umn.edu/pdf/day_in_weather_history/april_wx_history.pdf. Läst 16 februari 2011.
2. ↑  Potomac Riverkeeper - flood History Arkiverad 8 oktober 2007 hämtat från the Wayback Machine.
3. ↑  SMHI